# BMW 309
BMW 309 – małolitrażowy samochód osobowy produkowany w latach 1934–1936 przez Bayerische Motoren-Werke AG. Samochód ten zastąpił produkowanego do 1934 roku BMW 3/20 PS AM4 (niem. Ausführung München pol. edycja Monachium). Łączna produkcja tego samochodu osiągnęła nakład 6000 egzemplarzy.

## Historia Modelu
Na przełomie lat 20. i 30. XX wieku BMW oferował wyłącznie małolitrażowe samochody osobowe. Podczas, gdy najwięksi konkurenci z tego sektora, wzorując się na idei Henry'ego Forda, zdołali obniżyć koszty produkcji poprzez przestawienie procesów produkcyjnych na produkcję masową, BMW nie dysponował wystarczającymi środkami finansowymi, aby zrealizować tego typu przedsięwzięcie. Zarząd firmy zdecydował się więc na zmianę profilu swoich samochodów. I tak według założenia „jakość zamiast produkcji masowej” BMW w przyszłości miał produkować samochody większe, bardziej ekskluzywne i przede wszystkim lepsze jakościowo.
Pierwszy samochód BMW klasy średniej trafił do sprzedaży w listopadzie 1933 r. Pomimo udanego debiutu, popyt na nowe BMW 303 szybko się zakończył. Główną przyczyną spadku zainteresowania było to, że dotychczas BMW oferował przystępne cenowo samochody małolitrażowe. Nowy model przeznaczony był do bardziej zamożnych nabywców samochodów klasy średniej. Cena BMW 303 z nadwoziem sedan wynosiła 3600 marek, co powodowało, że dotychczasowi klienci marki BMW musieli zapłacić przeciętnie 600 marek więcej. Dlatego tylko niewielka liczba dotychczasowych właścicieli BMW 3/20 była w stanie na zakup nowego, droższego samochodu, a na pozyskanie nowych potrzeba było czasu. Aby nie utracić obecnych klientów należało jak najszybciej zastąpić nie najlepiej sprzedający się już model BMW 3/20.
Koncept nowego samochodu BMW 309 bazował na jak najszerszym zastosowaniu zespołów i podzespołów z innych modeli tej marki. Rama nośna, oraz karoseria z charakterystyczną, poprzecznie podzieloną atrapą obudowy chłodnicy tzw. „podwójną nerką” przejęte zostały z modelu BMW 303. Fritz Friedler przeprowadził w stylizacji karoserii parę niewielkich zmian. I tak przodu nowego BMW 309 nie chronił zderzak, a także zmieniony został kierunek otwierania przednich drzwi. Karoseria nie była jak dotychczas produkowana w zakładach Daimler-Benz w Sindelfingen, ale jej montaż powierzono firmie Ambi-Budd w Berlinie. Rudolf Schleicher zmodyfikował górnozaworowy, 4-cylindrowy silnik rzędowy stosowany w modelu BMW 3/20. Poprzez rozwiercenie średnicy cylindra do 58 mm zwiększono pojemność skokową do 845 cm³ przez co moc silnika wzrosła do 22 KM. Aby zamortyzować większe niż w silniku 6-cylindrowym wibracje, BMW zastosował po raz pierwszy w swoich samochodach opatentowany przez Chryslera układ mocowania silnika na gumowych wspornikach. Samochód zadebiutował w kwietniu 1934 r., a cena zakupu była przeciętnie 400 marek niższa od wersji 6-cylindrowej. Pomimo stosunkowo niskiej mocy, oraz małej elastyczności silnika w ciągu dwóch lat produkcji do klientów trafiło 6000 egzemplarzy tego samochodu.

## Produkcja
- BMW 309 Limousine – 2860 szt.
- BMW 309 Kabriolett – 284 szt.
- BMW 309 Kabrio-Limousine (4 siedzeniowy kabriolet) – 1456 szt.
- BMW 309 Kübelwagen – 101 szt.
- BMW 309 Tourer – 179 szt.

## Dane Techniczne
| | BMW 309 1933–1934                                                                                                |
| --- | --- |
| Układ napędowy | |
| liczba cylindrów średnica cylindra / skok tłoka pojemność skokowa moc stopień sprężania skrzynia biegów przełożenie bieg I przełożenie bieg II przełożenie bieg III przełożenie bieg IV przełożenie bieg wsteczny | 4 58 / 80 mm 845 cm³ 22 KM przy 3500 obr./min 1 : 5,6 ręczna / 4 biegi 1 : 4,42 1 : 2,54 1 : 1,65 1 : 1 1 : 3,48 |
| Dane techniczne: wymiary | |
| rozstaw osi rozstaw kół Długość Szerokość Wysokość masa własna | 2400 mm 1153 mm przód / 1220 mm tył 3750 mm 1440 mm 1550 mm 800 kg                                               |
| Dane techniczne: osiągi / ogólne | |
| prędkość maksymalna zużycie paliwa pojemność baku ciężar maksymalny liczba egzemplarzy | 80 km/h 8,5 l/100 km 35 litrów 1200 kg 6000 szt.                                                                 |